# Frente oclusa

1. frente fria
2. frente quente
3. frente oclusa
4. frente estacionária.

Uma frente oclusa (também chamada de oclusão) é uma zona de transição onde uma frente fria, movendo-se mais depressa, ultrapassa (e obstrui) uma frente quente, fazendo elevar-se todo o ar quente. A chuva contínua característica das frentes quentes é seguida imediatamente pelos aguaceiros associados às frentes frias.
É representada simbolicamente por uma linha sólida com triângulos e semicírculos alternados que apontam na direcção em que a frente se move.